# Craiova
Craiova (/kraˈjova/ , écrit auparavant Kpaioвa en caractères slavons) est une ville de Roumanie et le chef-lieu du județ de Dolj. Elle est située près de la rive gauche du Jiu, en Olténie centrale, à mi-chemin entre les Carpates méridionales et le Danube et à 184 km à l'ouest de Bucarest. Sa population s'élevait à 269 506 habitants en 2011.

## Histoire
Craiova, qui occupe le site du castrum romain de Pelendava, est la capitale de l'Olténie. Selon Alexandru Xenopol, Nicolae Iorga, Constantin C. Giurescu, Ionaşcu et Zirra, l’Olténie a vu passer, lors des Invasions barbares, les Gépides, les Huns, les Goths, les Onoghoures, les Slaves, les Avars, les Petchénègues et les Coumans (qui se sont christianisés et ont intégré l’aristocratie locale de bans, de boyards, de joupans et de voïvodes). Parmi les Valachies à majorité proto-roumaine dont témoignent les dénominations comme Blahnița, les Slaves ont fondé, dans la région de Craiova, des Sklavinies, dont proviennent les noms slaves de Gorj (vers la montagne) et Dolj (vers la plaine). La population slave a été assimilée par les romanophones au début du Moyen Âge, à l’époque du premier Empire bulgare qui domina la région entre 681 et 1241. Pendant ce temps, des liens, notamment religieux, ont été maintenus avec l’Empire byzantin (attesté par la présence de pièces de monnaie byzantines des IXe et XIIe siècles, mais la région est pillée par les Mongols et Tatars pendant leur invasion en Europe de 1241. Après leur retrait, qui laisse les seigneuries locales exsangues, l'Olténie est partagée entre plusieurs petits voévodats (les plus influents dans la région sont ceux de Litovoi et d'Ioan qui changent plusieurs fois de vassalité entre les royaumes Hongrois et Bulgaro-Valaque).
Au Moyen Âge les anciens bans d'Olténie étaient à l'origine issus de la famille Craiovești. En Roumanie, beaucoup de toponymes en...ești sont le pluriel des patronymes en...escu et rappellent l’allégeance des personnes concernées à un fondateur (marchand, fermier libre, boyard, voïvode ou hospodar) : ainsi, Craiovești est le pluriel de Craiovescu, patronyme rappelant l’allégeance à un Crai (prince). Comme la plupart des vieilles villes de Valachie, il existe des légendes liés au prince Rodolphe Bessaraba (dans des chroniques du XVIe siècle) où Craiova est décrite comme Citadelle du Jiu ayant un pârcălab (bourgmestre) et gouvernée par le Ban (dont le plus connu est Michel le Brave qui fut ensuite voïvode de Valachie). Les bans avaient droit de battre monnaie portant leur propre effigie : le mot roumain ban (argent, monnaie, centime) désigne encore aujourd'hui le centime du Leu roumain (la monnaie du pays).
En 1395, Craiova fut probablement le lieu de la victoire du prince de Valachie Mircea Ier de Valachie sur Bajazet Ier, sultan des Ottomans.
Fréquemment désigné sous le nom de "cité" après la première moitié du XVIe siècle, la région de Craiova a été toujours considérée comme une région économique importante de Valachie et de la Roumanie dans son ensemble. Pendant l'occupation par les Habsbourgs de l'Olténie (1718-1739), Craiova décline en raison des pressions économiques et de l'augmentation du centralisme, malgré les protestations des boyards de Craiova. En 1761, sous le règne du prince Constantin Mavrocordat, les bans se déplacèrent à Bucarest, laissant des kaymakams — gouverneurs provinciaux — pour les représenter à Craiova.
À l'époque du prince Emanuel Giani Ruset, la capitale de la Valachie fut provisoirement établie à Craiova (1770-1771), regardé comme un lieu de refuge pendant la guerre russo-turque de 1768-1774. Une grande partie de la ville fut incendiée par le pacha rebelle Osman Pazvantoğlu en 1800.
Pendant la révolution roumaine de 1821, les habitants de l'actuel județ de Dolj rejoignirent en grand nombre les Pandoures de Tudor Vladimirescu, contribuant à la marche révolutionnaire sur Bucarest. Costache Romanescu, un citoyen de Craiova, figurait parmi les chefs du gouvernement provisoire pendant la révolution roumaine de 1848. Les deux derniers souverains de Valachie, Gheorghe Bibescu et Barbu Dimitrie Știrbei, étaient issus d'une importante famille de boyards résidant à Craiova : la famille de Bibescu.
En 1900, Craiova représentait 43,1 % de l'industrie de l'Olténie ; on y dénombrait 924 sociétés industrielles (y compris 20 grands établissement industriels, employant 1 078 ouvriers). Le nombre de grands établissements industriels s'élevait à 40 en 1925. Le système bancaire se développa aussi au début du XXe siècle (il y avait alors 6 banques et 2 bureaux de change).
Comme toute la Roumanie, Craiova a subi les régimes dictatoriaux carliste, fasciste et communiste de février 1938 à décembre 1989, mais connaît à nouveau la démocratie depuis 1990.
Le 22 décembre 2009 est organisée pour la première fois, à Craiova sur l'esplanade du Théâtre National Marin Sorescu, une commémoration des héros de la révolution. À cette occasion, les autorités de Craiova proposent une dégustation de sarmale, de cassoulet roumain, de cozonac et de vin chaud.

## Économie
Craiova est un centre culturel, industriel et commercial important de la Roumanie, desservi par l'aéroport international de Craiova
Entre 1982 et 1994, la ville est le centre de fabrication de l'Oltcit et de la Citroën Axel, exportée en France entre 1984 et 1988, dont l'usine fut reprise par Daewoo en 1994. Depuis 2007, l'usine est désormais entre les mains de Ford. Mais c'est la construction électrique et ferroviaire qui ont fait connaître la ville dans le monde, à travers Electroputere, produisant essentiellement des locomotives et rames de trains et tramways. C'est également le siège de Pan Group, grand producteur agroalimentaire roumain spécialisé dans la boulangerie et la pâtisserie.

## Monuments
Le monument le plus ancien préservé dans les environs de Craiova est le monastère de Cosun-Bucovăț. Bien que la dalle inaugurale date du 3 décembre 1572, la cartographie ancienne le mentionne dès 1483. En termes d'architecture, il est caractérisé par la synthèse du style valaque local et d'éléments byzantins.
Le manoir des Vorvoreni (casa Vorvorenilor), siège actuel de la présidence de la région d'Olténie, est un palais construit par l'architecte D. Maimarolu ; il présente l'influence tardive de la Renaissance française, caractérisé par des toits mansardés, ornements nombreux et les moulures, les intérieurs richement décorés.
Un autre grand bâtiment est l'ancienne Banque de commerce, aujourd'hui l'Hôtel de ville de Craiova, conçu par l'architecte Ion Mincu, et terminé en 1916 par son élève Constantin Iotzu . Le bâtiment dispose d'un intérieur décoré de stuc, vitraux, mosaïques à la vénitienne et ferronneries. L'ancien Palais d'administration, siège de la préfecture du județ de Dolj, est une création de l'architecte Petre Antonescu et a été construit entre 1912-1913.

### Basilique Saint-Démètre
La basilique Saint-Démètre est construite par les boyards Craioveşti : son principal fondateur est le prince Barbu Craiovescu. La première mention documentaire date de 1645, citant « la basilique princière de Craiova », mais d'autres sources la dénomment « Băneasa ». Elle a été reconstruite à partir de 1651 par le hospodar Matei Basarab, puis réparée par le grand boyard Petru Obedeanu en 1690, et par son fils Constantin Obedeanu en 1724. Auprès de la basilique fonctionné la plus ancienne école d'Olténie (après N.Iorga). En 1765, elle est devenue le siège du diocèse de Râmnic consacré à la république monastique du Mont-Athos. Sécularisé en 1849, elle a été laissée en ruines jusqu'en 1889. Entre 1889 et 1893 le roi de Roumanie Carol Ier et son épouse Élisabeth financent sa reconstruction par l'architecte français André Lecomte de Nouy.
En 1939, la basilique Saint-Démètre devient le siège de la Métropolie de Craiova. Elle abrite des reliques censées provenir des saints suivants : le hiérarque Niphon et les martyrs Démètre de Mésie, Serge et Bacchus de Rasafa et Tatiana.

### Palais des Bans

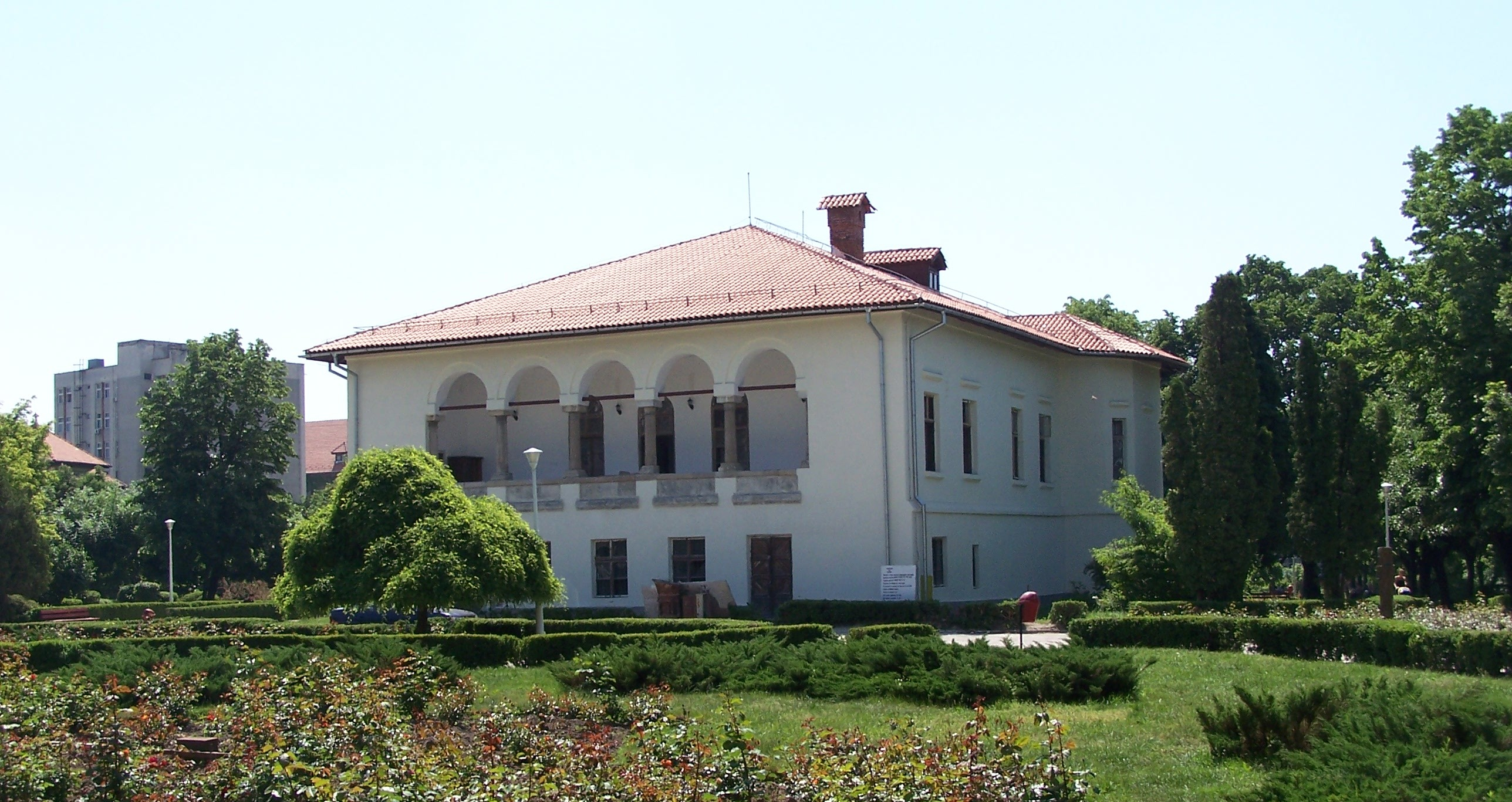
Palais des Bans.

Le Palais des Bans (Casa Băniei) est le plus ancien bâtiment civil à Craiova, construit à la fin du XVe siècle par les Craioveşti et reconstruit en 1699 par le hospodar Constantin Brancovan. De la construction initiale, une partie de la cave subsiste.
Depuis 1850, le bâtiment devint le siège de différentes institutions de la ville : Palais de Justice, Lycée des frères Buzeşti, Archives de l'État et, depuis 1933, le Musée d'ethnographie de l'Olténie qui abrite aussi des expositions temporaires d'art contemporain, des colloques, des salons du livre ou du film ethnographique.

### Parc Nicolae-Romanescu

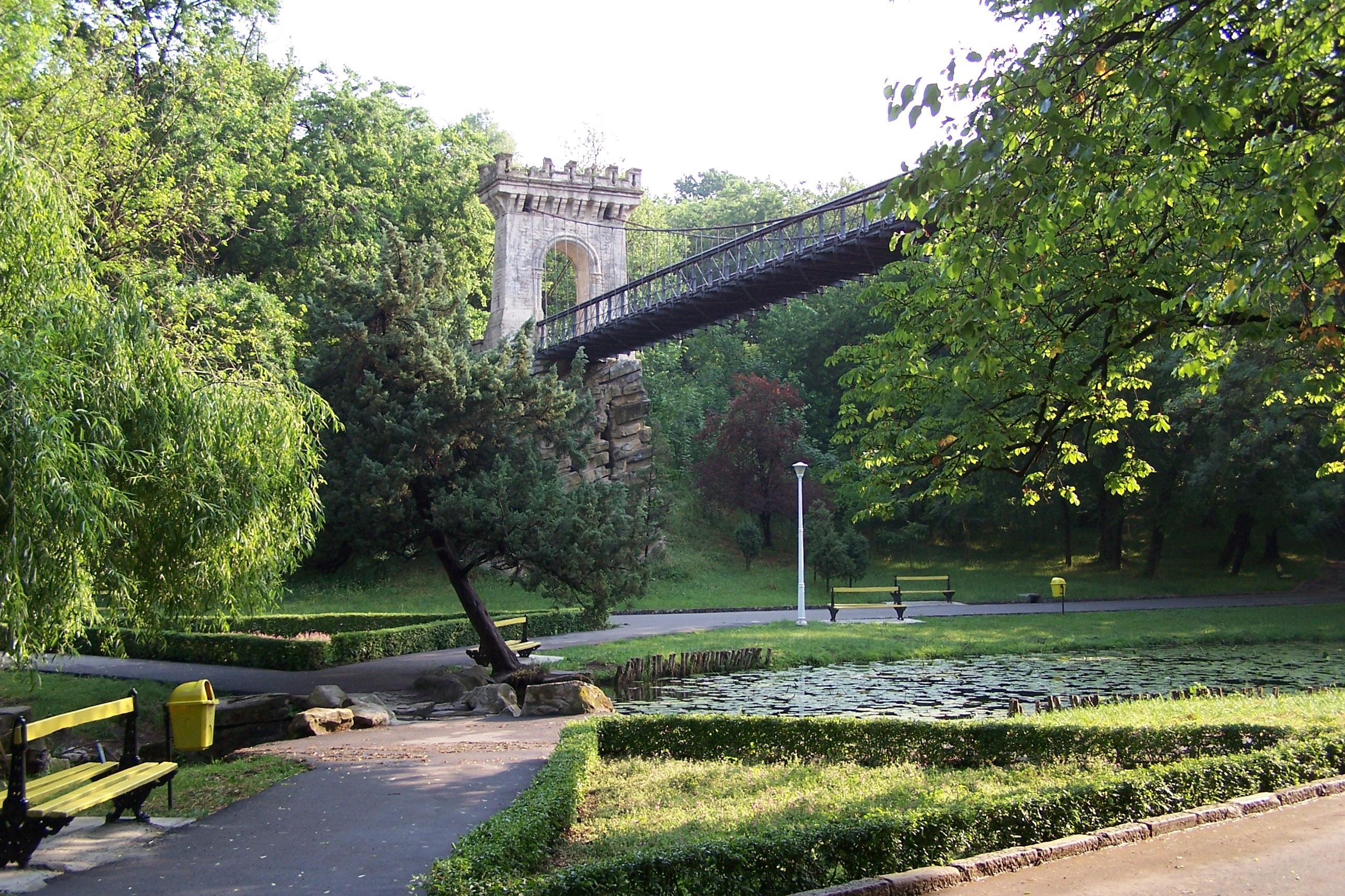
Pont suspendu du parc Nicolae Romanescu.

C'est le principal parc de la ville, conçu par l'architecte français Édouard Redont. En 1900, les plans du parc ont reçu la médaille d'or à l'Exposition universelle de Paris (1900). L'aménagement a commencé en 1901 et a été achevé en 1903. Il est le troisième plus grand parc urbain en Europe. On trouve dans ce parc un pont suspendu mobile, qui relie les deux collines encadrant le lac central, et des installations culturelles, gastronomiques et sportives.

### Musée d'art

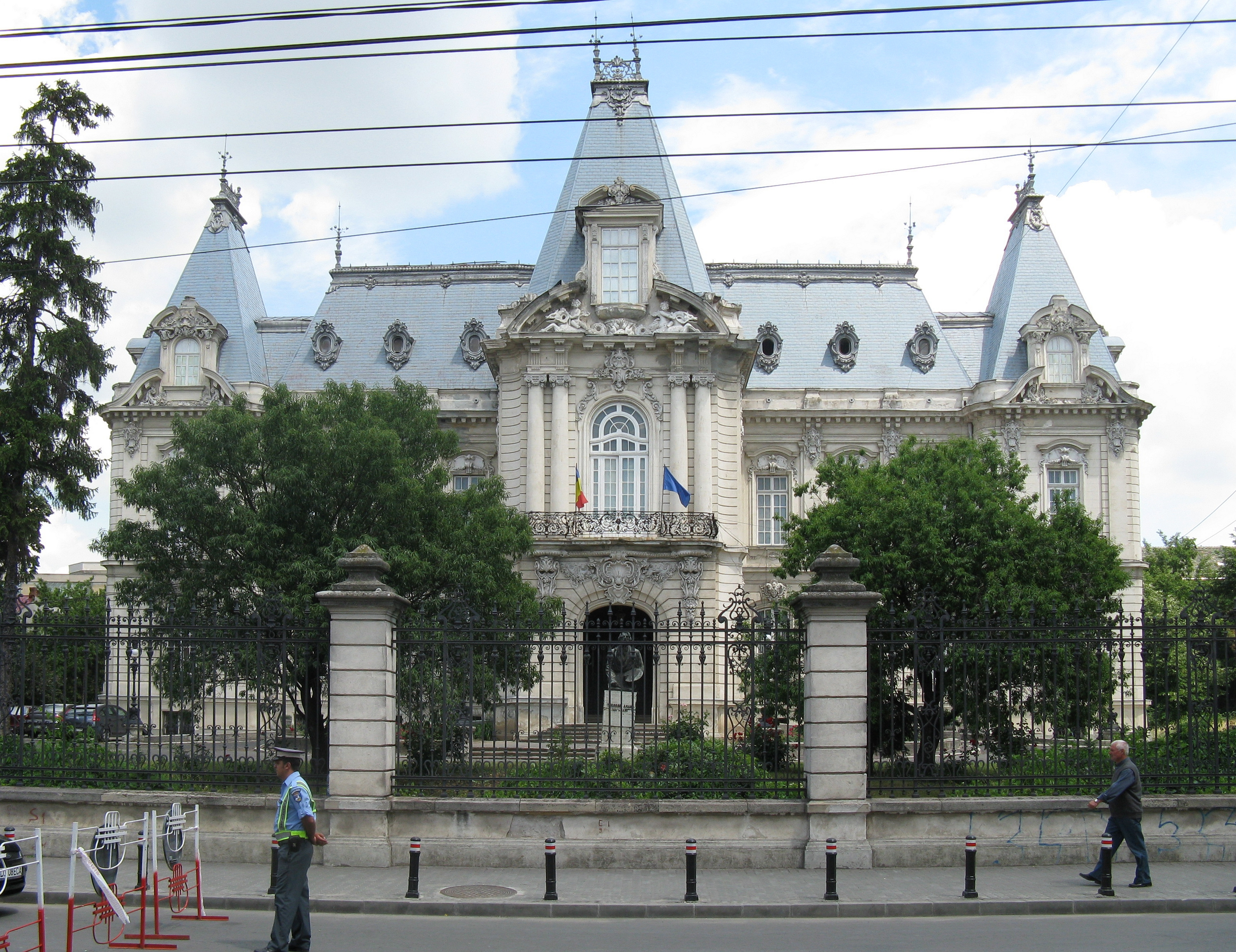
Façade du musée d'Art de Craiova.

Ouvert à l'été 1954, le palais du collectionneur Ioan Mihai abrite aujourd'hui le Musée d'Art, l'un des plus prestigieux en Roumanie, comprenant également la pinacothèque "Alexandru et Aristia Aman", qui a ouvert à Craiova en 1908, conformément à la volonté de ces deux philanthropes. Cette collection comprend des peintres néerlandais, flamands, italiens et français, surtout du XVIIIe siècle, ainsi que des œuvres de Theodor Aman, des arts décoratifs roumain et étranger, et autres dons qui ont considérablement enrichi son patrimoine. Le palais présente également des miroirs vénitiens, des lustres en verre de Murano, des colonnes et escaliers en marbre de Carrare, des tapisseries en soie de Lyon et des meubles de style. Il a été classé en 1947 comme monument historique de Roumanie.

### Théâtre national de Craiova
Le Théâtre national de Craiova a été fondé en 1850 : à l'époque, alors qu'il était dirigé par Costache Caragiale et Costache Mihăileanu, il jouait surtout des classiques, en particulier Shakespeare et Molière.

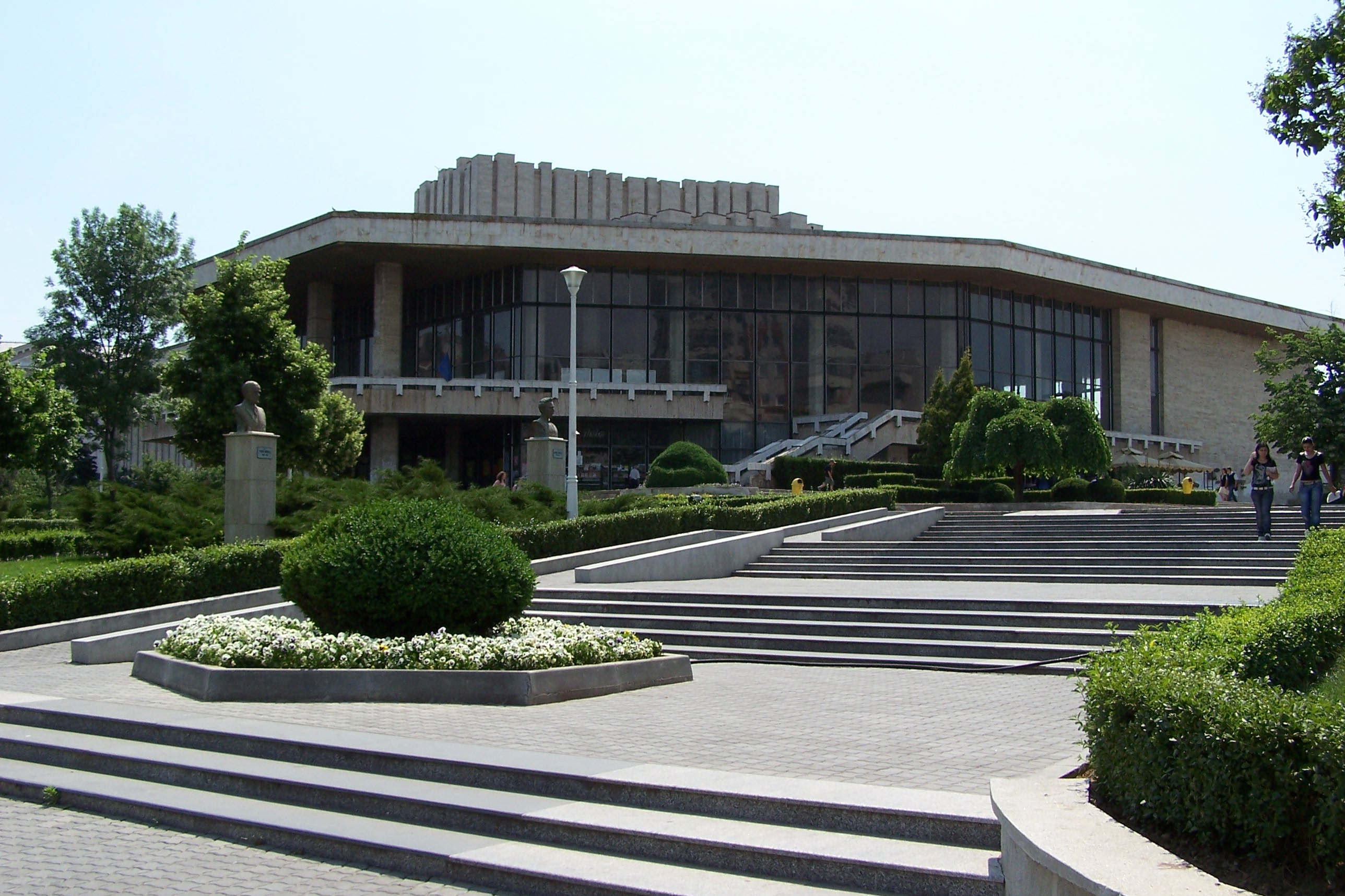
Théâtre national.

En 1854, l'institution a été confiée à Theodor Teodorini, artiste dramatique formé en France et en Italie, travaillant avec des acteurs comme Aristița Romanescu, Constantin Sergiu, Romuald Bulfinschi, Mişu Fotino et Remus Comăneanu.
Sous le régime communiste, la création et la programmation étaient étroitement encadrées, mais le théâtre « Marin Sorescu » a préservé autant que possible le répertoire classique et roumain avec des acteurs comme George Cozorici, Amza Pellea, Silvia Popovici, Constantin Răuțchi, Victor Rebengiuc, Dumitru Rucăreanu ou Sanda Toma et avec leur professeur, le directeur Vlad Mugur.

## Éducation

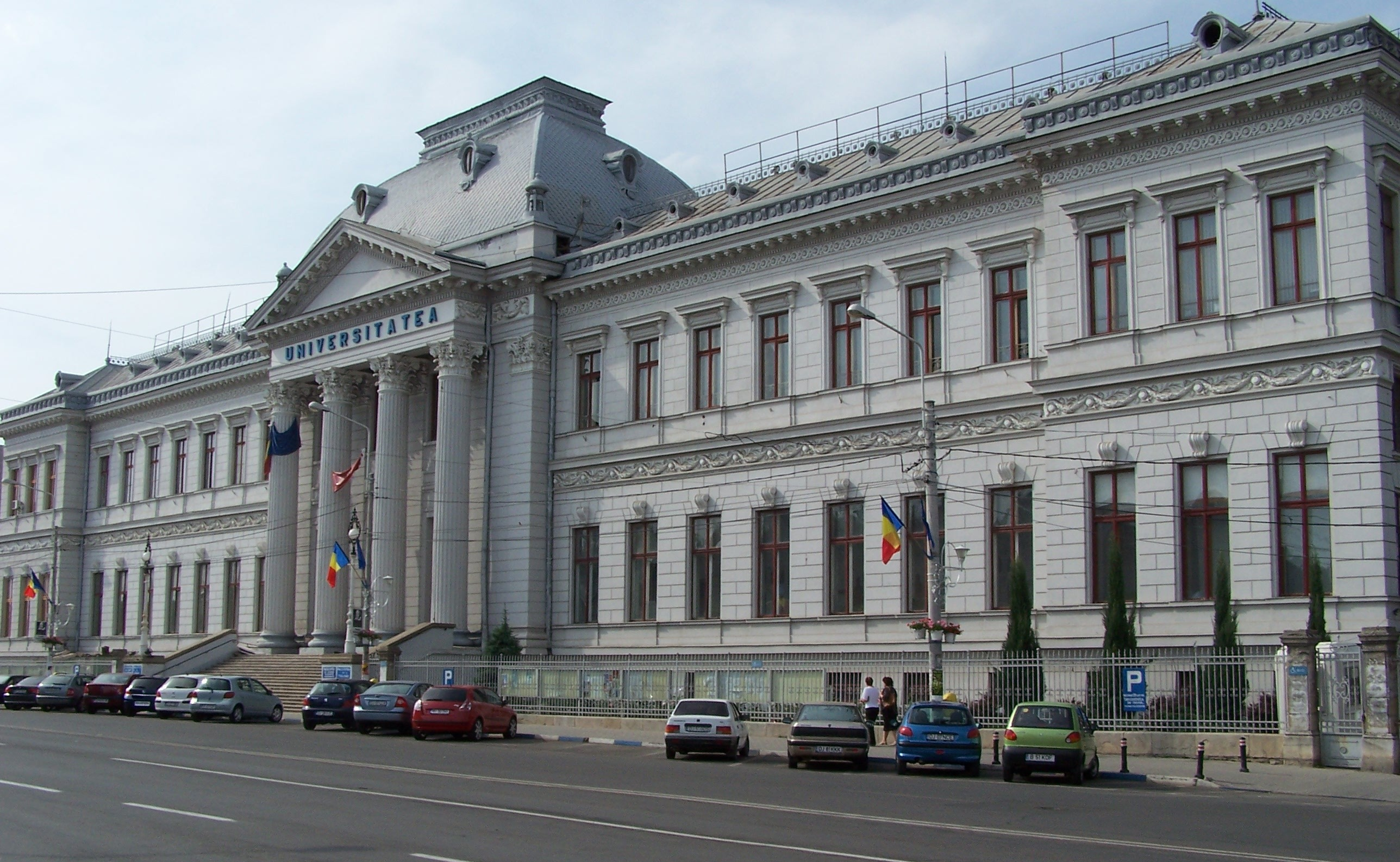
Université de Craiova.

L'université de Craiova est un centre universitaire important en Roumanie. Il existe de nombreux lycées à Craiova, les plus importants étant les établissements Carol Ier, Frères Buzești, Elena Cuza, Stefan Velovan, Odobleja.
La ville a aussi une faculté de médecine, une faculté de mécanique ainsi qu'une faculté de chimie.

## Sport
La ville a également un club de football, Universitatea Craiova, et un stade, appelé Ion Oblemenco. Ce nom vient d'un grand footballeur originaire de Craiova.

## Politique
| Identité                            | Période      | Période                      | Durée                     | Étiquette |
| Identité                            | Début        | Fin                          | Durée                     | Étiquette |
| ----------------------------------- | ------------ | ---------------------------- | ------------------------- | --------- |
| Vasile Bulucea (d) (1931 - 2008)    | 1973         | 1977                         | 4 ans                     | PCR       |
| Vasile Bulucea (d) (1931 - 2008)    | 1996         | 2004                         | 8 ans                     | PSM PSD   |
| Antonie Solomon (d) (né en 1955)    | 2004         | 2010                         | 6 ans                     | PDL PSD   |
| Mărinică Dincă (d) (né en 1976)     | 2010         | 2012                         | 2 ans                     | PDL       |
| Lia Olguța Vasilescu, (née en 1974) | 29 juin 2012 | 19 décembre 2016 (démission) | 4 ans, 5 mois et 20 jours | PSD       |
| Mihail Genoiu (d) (né en 1956)      | 11 juin 2017 | octobre 2020                 | 3 ans et 4 mois           | PSD       |
| Lia Olguța Vasilescu (née en 1974)  | octobre 2020 | En cours                     | 4 ans et 10 mois          |           |

| Parti | Parti                                      | Sièges |
| ----- | ------------------------------------------ | ------ |
|       | Parti social-démocrate (PSD)               | 19     |
|       | Parti national libéral (PNL)               | 6      |
|       | Alliance des libéraux et démocrates (ALDE) | 2      |

## Jumelages
La ville de Craiova est jumelée avec :
- Kuopio (Finlande)
- Skopje (Macédoine)
- Nanterre (France)
- Vratsa (Bulgarie)
- Shiyan (Chine)
- Patras (Grèce)

La ville a également un partenariat renforcé avec les villes de  Lyon (France) et d' Uppsala (Suède).